# Jorge Sampaio

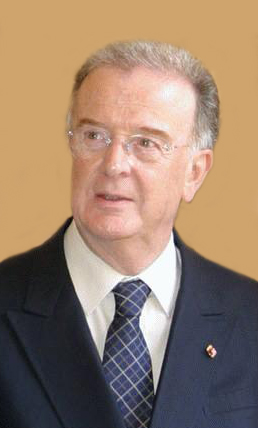
Jorge Sampaio (2003)

Jorge Fernando Branco de Sampaio [ˈʒɔɾʒɨ fɨɾˈnɐ̃ðu ˈbɾɐ̃ku dɨ sɐ̃ˈpaju] anhörenⓘ (* 18. September 1939 in Lissabon; † 10. September 2021 ebenda) war ein portugiesischer Politiker (PS) und von 1996 bis 2006 Staatspräsident Portugals. Zuvor war er von 1989 bis 1992 Generalsekretär (Parteichef) der Sozialistischen Partei und von 1990 bis 1995 Bürgermeister der Hauptstadt Lissabon. Nach seiner Amtszeit als Staatspräsident war Sampaio von April 2007 bis März 2013 Hoher Repräsentant der UN-Allianz der Zivilisationen.

## Leben

### Herkunft, Ausbildung und Beruf
Sampaio war ein Sohn des Arztes Arnaldo Sampaio und der Englischlehrerin Fernanda Bensaúde Branco. Sein Großvater Fernando Augusto Branco war Marineoffizier und während der Ditadura Nacional Óscar Carmonas von 1930 bis 1932 Außenminister Portugals. Sampaios jüngerer Bruder ist der Psychiatrieprofessor und Schriftsteller Daniel Sampaio. Sampaio war rothaarig.
Jorge Sampaio studierte Rechtswissenschaften an der Universität Lissabon, 1961 schloss er mit der Licenciatura ab. Während seiner beiden letzten Studienjahre war er Vorsitzender der Studentenvereinigung der Juristischen Fakultät und trat im Widerstand gegen die Salazar-Diktatur auf. Er war Mitglied in mehreren oppositionellen akademischen Zirkeln. Als Anwalt verteidigte er während der Diktatur politische Gefangene.

### Politische Karriere
Während der politischen Tauwetterperiode nach dem Rücktritt Salazars kandidierte Sampaio bei der Parlamentswahl 1969 für die oppositionelle linke Comissão Democrática Eleitoral, alle Sitze im Parlament gingen aber an die herrschende União Nacional. Unmittelbar nach der Nelkenrevolution am 25. April 1974 war er Gründungsmitglied des linkssozialistischen Movimento de Esquerda Socialista (MES), das er aber nach einem Jahr wieder verließ. In der provisorischen Regierung von Vasco Gonçalves war Sampaio von März bis August 1975 Staatssekretär im Außenministerium (unter dem Minister Ernesto Melo Antunes).
Im Jahr 1978 trat er der Partido Socialista (PS) bei und wurde bei der Parlamentswahl im Jahr darauf als Abgeordneter des Wahlkreises Lissabon in die Assembleia da República gewählt. Zudem war er von 1979 bis 1984 Mitglied der Europäischen Kommission für Menschenrechte des Europarats. Bei den Wahlen 1980, 1985, 1987 und 1991 wurde er als Abgeordneter bestätigt. Seit 1979 Mitglied des nationalen Sekretariats (Parteivorstands) der PS, war er 1986–87 für die internationalen Beziehungen der Partei zuständig, von 1987 bis 1988 Vorsitzender der PS-Fraktion im Parlament und wurde 1989 zum Generalsekretär der Sozialistischen Partei gewählt. Somit war er Oppositionsführer gegen die Regierung von Aníbal Cavaco Silva von der bürgerlichen PSD.
Im selben Jahr gewann ein Linksbündnis aus PS, Kommunisten und Grünen sowie MDP/CDE die Stadtratswahl in Lissabon und Sampaio wurde zum Bürgermeister der Hauptstadt gewählt. Dieses Amt leitete er sehr erfolgreich, bei der Kommunalwahl 1993 wurde er mit deutlicher Mehrheit bestätigt. Er traf die für die Weltausstellung 1998 notwendigen Entscheidungen zur Sanierung bestimmter Stadtteile Lissabons und den Bau der neuen Tejo-Brücke Ponte Vasco da Gama, die sein Nachfolger João Soares 1998 einweihte. Sampaio war zudem 1990 Vorsitzender der Vereinigung Eurocities und 1992 Vorsitzender des Weltverbands der Partnerstädte. Die Assembleia da República wählte ihn 1991 in den Staatsrat (Conselho de Estado), das Amt des Generalsekretärs der PS legte er daraufhin nieder.

### Amtszeit als Präsident
Als Kandidat der PS trat Sampaio zur Präsidentschaftswahl im Januar 1996 an. Nachdem Kommunisten und Grüne sowie União Democrática Popular ihre Kandidaten zurückgezogen hatten, gewann Sampaio gleich im ersten Wahlgang mit 53,9 Prozent der Stimmen gegen Aníbal Cavaco Silva von der PSD. So trat er am 9. März 1996 als Nachfolger seines Parteifreundes Mário Soares das Amt des Staatspräsidenten von Portugal an. Dabei bekannte er, kein gläubiger Katholik zu sein, was seiner Popularität nicht schadete. Sampaio redete während seiner Amtszeit als Präsident dem sozialistischen Regierungschef António Guterres (1995–2002) öffentlich ins Gewissen.
Bei der Präsidentschaftswahl 2001 wurde Sampaio wiederum im ersten Wahlgang mit 55,6 Prozent der Stimmen bestätigt. Dem Kriegskurs des konservativen Ministerpräsidenten José Manuel Barroso (2002–2004), der zusammen mit dem US-Präsidenten George W. Bush, dem britischen Ministerpräsidenten Tony Blair und dem spanischen Ministerpräsidenten José María Aznar demonstrativ ein Treffen auf den Azoren unmittelbar vor Beginn des Dritten Golfkriegs abhielt, widersetzte sich Sampaio öffentlich und verurteilte den Angriff auf den Irak ohne Mandat der Vereinten Nationen als illegitim. Portugal gehörte folglich nicht zur „Koalition der Willigen“, die sich aktiv am Einmarsch in den Irak beteiligte.
Infolge von Barrosos Wechsel in das Amt des EU-Kommissionspräsidenten ernannte der Präsident im Juli 2004 den bisherigen Lissaboner Bürgermeister Pedro Santana Lopes von der PSD zum neuen Premierminister – zur Enttäuschung der oppositionellen Sozialisten, die vorgezogene Neuwahlen gefordert hatten. Vier Monate später löste Sampaio jedoch das Parlament auf, nachdem sich Lopes’ Regierung aufgrund parteiinterner Streitigkeiten als instabil und unbeliebt erwiesen hatte. Aus der vorgezogenen Neuwahl im Februar 2005 ging die PS als Sieger hervor und Sampaio ernannte José Sócrates zum neuen Premierminister. Aufgrund der verfassungsmäßigen Beschränkung auf zwei Amtszeiten endete Sampaios Präsidentschaft am 9. März 2006. Zu seinem Nachfolger wurde nun – zehn Jahre nach seiner Niederlage – Aníbal Cavaco Silva von der PSD gewählt.
Daneben vielen auch einige wichtige kulturelle Ereignisse von weltweiter Bedeutung in seine Amtszeit: Zur Eröffnung der Buchmesse 1997 kam Sampaio nach Frankfurt am Main, da Portugal Schwerpunktland der Messe war und gleichzeitig erhielt Jose Saramago den Literaturnobelpreis in seiner Amtszeit. 1998 eröffnete er die Weltausstellung Expo 98 in Lissabon, 2004 eröffnete er die Fußballeuropameisterschaft in Portugal.
Auch setzte er sich stark für die Unabhängigkeit von Portugals ehemaliger Kolonie Osttimor ein. Seinem Bestreben und unermüdlichen Einsatz ist es auch zu verdanken, dass das Land 2002 endgültig unabhängig wurde. An der Feier für die Unabhängigkeit nahm er teil.

### Nach der Präsidentschaft
Nach seiner Amtszeit als Präsident war Sampaio von 2006 bis 2012 Sondergesandter des UN-Generalsekretärs für die Bekämpfung der Tuberkulose. Zudem ernannte UN-Generalsekretär Ban Ki-moon Sampaio 2007 zum ersten Hohen Repräsentanten der Allianz der Zivilisationen (UNAOC), das als Forum für Dialog und Zusammenarbeit gegen Extremismus, Hass und Gewalt dienen soll. Diese Position hatte er bis 2013 inne.
Sampaio war in zweiter Ehe mit Maria José Ritta verheiratet. Aus der Ehe gingen zwei Kinder – Vera und Andre Sampaio – hervor.

### Tod und Beisetzung
Jorge Sampaio brach zwei Wochen vor seinem Tod (am 27. August 2021) bei einem Urlaub mit seiner Familie an der Algarve mit Atemschwierigkeiten zusammen und wurde in Lissabon per Hubschrauber in ein Krankenhaus eingewiesen.
Am 10. September 2021 starb er im Alter von 81 Jahren in Lissabon; am 12. September 2021 wurde sein Sarg im Kutschenmuseum aufgebahrt, dann folgte eine Überführung unter Applaus der Bevölkerung ins Hieronymus-Kloster, wo die offizielle Trauerfeier mit Autoritäten und Repräsentanten der portugiesischen Republik und einigen ausländischen Staatsgästen- wie Spaniens König Philipp VI.- stattfand. Anschließend erfolgte die Überstellung des Sarges zum Friedhof für eine private Beisetzung auf dem Cemeterio de Alto de São João.

## Auszeichnungen
- 1983: Großoffizier des Ordens des Infanten Dom Henrique (Portugal)
- 1991: Großkreuz des Finnischen Ordens der Weißen Rose
- 1991: Großkreuz des Ordens vom Kreuz des Südens (Brasilien)
- 1993: Großkreuz des Ordens Bernardo O’Higgins (Chile)
- 1994: Royal Victorian Order (Großbritannien)
- 1995: Großkreuz des Ouissam Alaouite (Marokko)
- 1996: Großes Verdienstkreuz mit Stern der Bundesrepublik Deutschland
- 1997: Orden des Weißen Adlers (Polen)
- 1998: Collane des Ordens de Isabel la Católica (Spanien)
- 1998: Orden des Fürsten Jaroslaw des Weisen I. Klasse (Ukraine)
- 1999: Sonderstufe des Großkreuzes des Bundesverdienstkreuzes
- 1999: Großkreuz des Verdienstordens der Republik Ungarn
- 1999: Großkreuz der Ehrenlegion (Frankreich)
- 1999: Großkreuz des Erlöser-Ordens (Griechenland)
- 2000: Collane des Ordens vom Aztekischen Adler (Mexiko)
- 2000: Collane des Sterns von Rumänien
- 2000: Collane des Ordens Karls III. (Spanien)
- 2000: Leopoldsorden (Belgien)
- 2000: Orden der Freiheit der Republik Slowenien in Gold
- 2001: Collane des Verdienstordens der Italienischen Republik
- 2002: Collane des Verdienstordens der Republik Ungarn
- 2002: Groß-Stern des Ehrenzeichens für Verdienste um die Republik Österreich[7]
- 2002: Knight Grand Cross des Order of St. Michael and St. George (Großbritannien)
- 2002: Collane des Finnischen Ordens der Weißen Rose
- 2002: Collane des Ordens des Befreiers San Martin (Argentinien)
- 2003: Collane des Ordens des Marienland-Kreuzes (Estland)
- 2003: Orden des Weißen Doppelkreuzes 1. Klasse (Slowakei)
- 2003: Collane des Drei-Sterne-Ordens (Lettland)
- 2004: Großkreuz des Sankt-Olav-Ordens (Norwegen)
- 2006: Europapreis Karl V. der Europäischen Akademie von Yuste
- 2006: Collane des Turm- und Schwertordens (Portugal)
- 2006: Orden des weißen Sterns 1. Klasse (Estland)
- 2009: Grande Collar des Ordem de Timor-Leste[8]